# Kompleks acetylenowy
Mianem kompleksu acetylenowego opatruje się w chemii metaloorganicznej trzy rodzaje związków chemicznych, których wspólną cechą jest występowanie w nich ligandów zawierających w swojej strukturze wiązanie potrójne węgiel-węgiel:
1. związki typu: M-C≡C-M i M-C≡C-H – jest to formalnie biorąc rodzaj kompleksów alkilowych – nazywany acetylenkami
2. związki typu: M≡CR – które właściwie nazywa się kompleksami alkilidynowymi
3. π-kompleksy – w których występują wiązania π-d powstające na skutek nałożenia się orbitali π wiązań C≡C z orbitalami d metali – poprawnie związki te nazywa się kompleksami alkinowymi